# Avant l'enfant-minuit
Avant l'enfant-minuit est le neuvième tome de la série de bande-dessinée Seuls, écrit par Fabien Vehlmann et dessiné par Bruno Gazzotti, sorti en 2015 aux éditions Dupuis. Il s'agit également du quatrième et dernier tome du deuxième cycle.

## Synopsis
Dodji et quelques autres ont obtenu le droit de quitter Néosalem, et avancent péniblement dans les montagnes enneigées, vers une destination que le garçon refuse toujours de communiquer à ses amis. En vérité, il craint d'être l'Enfant-Minuit, et semble rechercher ce mystérieux inconnu vêtu de pourpre qu'il avait aperçu en vision. Les enfants ignorent cependant qu'Éloi a secrètement envoyé à leur poursuite Achille et ses hommes, pour les ramener de force à la cité. Quant à Camille, elle pourrait bien devenir la nouvelle impératrice de Saul.

## Réception

### Accueil critique
Pierre Burssens sur le site web Auracan parle d'un scénario ne souffrant « d'aucun temps mort » et écrivant que « la tension est constante ». Il évoque également un « sans fautes » pour le dessin de Bruno Gazzotti. 
Le site web Bédéthèque recense 36 votes des lecteurs qui, en moyenne, donnent une note de 3,3/5 à la bande dessinée.
Les avis de SensCritique sont un peu meilleurs, puisque 755 personnes mettent en moyenne 7,1/10 à la bande dessinée.

### Ventes
Avant l'enfant-minuit est tiré à 130 000 exemplaires par les éditions Dupuis.
Environ deux semaines après sa parution le 16 octobre 2015, l'album prend la 3e place du Top 15 des meilleures ventes de BD et entre en 11e position du Top 20 Livres. Il atteindra la 7e place du Top 20 Livres la semaine d'après mais redescendra la semaine suivante à la 10e place. L'album restera encore deux semaines dans le Top 15 BD. Finalement, il sera resté trois semaines dans le Top 20 des meilleures ventes de livres tout genres confondus et cinq semaines dans le Top 15 BD.